# Leuctra teriolensis
Leuctra teriolensis är en bäcksländeart som beskrevs av Kempny 1900. Leuctra teriolensis ingår i släktet Leuctra och familjen smalbäcksländor. Inga underarter finns listade i Catalogue of Life.